# ソユーズTM-32
ソユーズTM-32 (Союз ТМ-32 / Soyuz TM-32) は、国際宇宙ステーション (ISS) への往来を目的としたソユーズのミッションである。コールサインは「クリスタル」。史上初の自費による宇宙旅行者であるデニス・チトーが乗っていたことで知られる。

## 乗組員

### 打上げ時
- タルガット・ムサバイエフ (3) -  カザフスタン
- ユーリー・バトゥーリン (2) -  ロシア
- デニス・チトー (1) -  アメリカ合衆国（宇宙飛行関係者）

### 帰還時
- ヴィクトル・アファナシェフ (4) -  ロシア
- クローディ・エニュレ (2) -  フランス（欧州宇宙機関）
- コンスタンチン・コゼエフ (1) -  ロシア

## ISSとのドッキング
- 結合 2001年4月30日 07:58 UTC（ザーリャ）
- 分離 2001年10月19日 10:48 UTC
- 結合 2001年10月19日 11:04 UTC（ピアース）
- 分離 2001年10月31日 01:38 UTC

## ミッションハイライト
ソユーズTM-32は、2人のロシア人宇宙飛行士と1人のアメリカ人の宇宙旅行者をISSに運んだ。ミッションSTS-100のスペースシャトル・エンデバーがISSから分離した数時間後の2001年4月30日7時57分にISSに結合した。乗組員は1週間宇宙に滞在し、ソユーズTM-31に乗って帰還した。ソユーズTM-32は第2次長期滞在及び第3次長期滞在の救命艇として、6ヶ月間ISSに留まり、ソユーズTM-33でISSを訪れた3名の宇宙飛行士を乗せて10月31日に帰還した。